# 雅夫羅河
46°37′15″N 7°09′02″E / 46.62077°N 7.15060°E

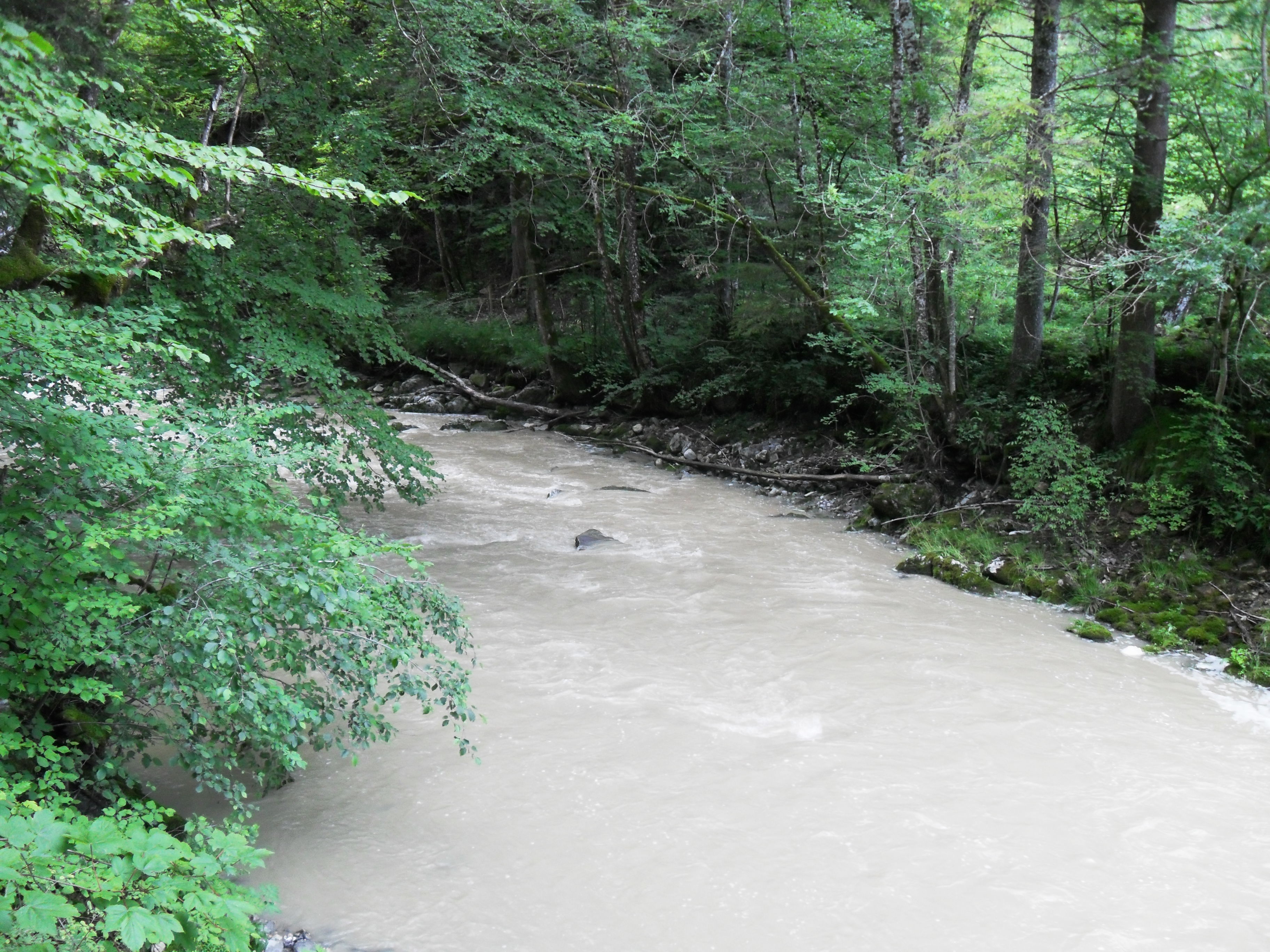

雅夫羅河是瑞士的河流，位於該國西部，流經弗里堡州，屬於約因巴赫河的支流，河道全長10公里，流域面積39平方公里，河口處在蒙察爾文斯湖。